# Jaroslav Milfajt
Jaroslav Milfajt (* 6. listopad 1958 Nové Město na Moravě) je český scénograf a jevištní výtvarník. Jeho dcerou je herečka a zpěvačka Sára Milfajtová. 
Vystudoval Střední školu uměleckoprůmyslovou v Brně (1973–1977), později absolvoval obor loutkářské výtvarnictví a technologie na katedře loutkového divadla DAMU v Praze (1981–1985). V letech 1987–2008 pracoval jako pedagog na Střední uměleckoprůmyslové škole v Brně. Od roku 2008 působí jako šéf výpravy v Městském divadle Brno. 

## Výběr scénografie pro Městské divadlo Brno
- Bítls (premiéra 2017)
- Jak je důležité míti Filipa (premiéra 2003)
- Čarodějky z Eastwicku (premiéra 2007 a obnovená premiéra 2024)
- Sněhurka a sedm trpaslíků (premiéra 2008)
- Dokonalá svatba (premiéra 2010)
- Chicago (premiéra 2011)
- Sugar! (Někdo to rád horké) (premiéra 2011)
- Zkrocení zlé ženy (premiéra 2017)
- Pokrevní bratři (premiéra 2012)
- Baron Trenck (premiéra 2012)
- Mefisto (premiéra 2013)
- Ostrov pokladů (premiéra 2015)
- Ženy na pokraji nervového zhroucení (premiéra 2017)
- Grand Hotel (premiéra 2020)
- O statečném kováři (premiéra premiéra 2020)
- My Fair Lady (ze Zelňáku) (premiéra 2022)
- Krokodýl ze Svratky aneb Mozart v Brně (premiéra 2023)
- Až na ten konec dobrý (premiéra 2025)